# Hipernaboj
Hipernaboj (oznaka {\displaystyle Y\,}) je kvantno število povezano z močno interakcijo. Hiper naboj se razlikuje od šibkega naboja, ki je povezan s šibkimi interakcijami. 
S pojmom hipernaboja se kombinira in poenoti izospin in okus v enoten naboj. 

## Definicija
Hipernaboj lahko izrazimo z nekaterimi kvantnimi števili okusa
{\displaystyle Y=S+C+B^{\prime }+T+B}
kjer je 
- {\displaystyle S\,} čudnost
- {\displaystyle C\,} čar
- {\displaystyle B^{\prime }\,} dno
- {\displaystyle T\,} vrh
- {\displaystyle B\,} barionsko število

Pojem hipernaboja je bil uveden v 60. letih dvajsetega stoletja z namenom, da se uredi sistem množice podatomskih delcev in da bi določili ohranitvene zakone pri pretvorbah delcev. 

## Ohranitev hipernaboja
Ohranitev hipernaboja zahteva ohranitev okusa. V močnih interacija se ohranja hipernaboj, v šibkih interakcijah pa ne.

## Povezava z električnim nabojem in izospinom
Povezavo z izospinom in električnim nabojem daje Gel-Mann-Nišidžimov obrazec :
{\displaystyle (1)\qquad q=I_{3}+{\frac {1}{2}}Y,}
kjer je
- {\displaystyle I_{3}\,} tretja komponenta izospina
- {\displaystyle q\,} električni naboj
- {\displaystyle Y\,} hipernaboj

To lahko zapišemo tudi kot
{\displaystyle (3)\qquad Y=2(q-I_{z})}
Izospin ustvarja multiplete za delce, zanje je 
{\displaystyle (2)\qquad Y=2{\bar {q}}.}
kjer je
- {\displaystyle {\bar {q}}\,} povprečni naboj multipleta

Model s simetrijo SU(2) daje multiplete, ki so določeni s kvantnim številom {\displaystyle J\,} (skupna skupna vrtilna količina). Vsak multiplet sestavlja {\displaystyle 2J+1\,} podstanj z enakomerno porazdeljenimi vrednostmi {\displaystyle J_{z}\,}.
Simetrija SU(3) vsebuje multiplete, ki vsebujejo tudi multiplete simetrije SU(2). 